# Nashua (New Hampshire)
Nashua er en amerikansk by og administrativt centrum i det amerikanske county Hillsborough County i staten New Hampshire. I 2005 havde byen et indbyggertal på 87.986.

## Ekstern henvisning
- Nashuas hjemmeside (engelsk)

42°45′27″N 71°27′52″V / 42.7575°N 71.4644°V